# اینش
اینش (به انگلیسی: Insch) یک شهرک در اسکاتلند است که در آبردین‌شایر واقع شده‌است. اینش ۲٬۲۸۲ نفر جمعیت دارد.